# Berglands voetbalkampioenschap 1928/29
In 1928/29 werd het vierde Berglands voetbalkampioenschap gespeeld, dat georganiseerd werd door de Zuidoost-Duitse voetbalbond. De competitie was in twee groepen verdeeld en beide winnaars bekampten elkaar voor de titel.
SV Silesia Freiburg en Preußen Glatz bekampten elkaar om de titel, maar door tijdsnood werd deze finale pas na de Zuidoost-Duitse eindronde gespeeld. Glatz werd namens Bergland afgevaardigd, later zou Freiburg de titel winnen. In de eindronde werd eerst een kwalificatie gespeeld waarin de deelnemers elkaar bekampten voor een plaats in de winnaars- of verliezersgroep. Glatz verloor met 12:0 van Breslauer SC 08 en ging naar de verliezersgroep waar ze laatste werden. 
Schweidnitzer FV 1911 fuseerde met SV Manfred von Richthofen Schweidnitz tot Schweidnitzer FV Manfred von Richthofen.

## Bezirksliga Bergland

### Ostkreis
| Plaats | Club                           | Wed. | W | G | V | Saldo | Ptn  |
| ------ | ------------------------------ | ---- | - | - | - | ----- | ---- |
| 1.     | SV Preußen 1923 Glatz          | 10   | 8 | 0 | 2 | 26:11 | 16:4 |
| 2.     | VfB Langenbielau               | 10   | 6 | 2 | 2 | 26:12 | 14:6 |
| 3.     | VfR 1915 Schweidnitz           | 10   | 3 | 2 | 5 | 14:16 | 8:12 |
| 4.     | SpVgg 1908 Reichenbach         | 10   | 3 | 2 | 5 | 13:21 | 8:12 |
| 5.     | Verein Strehlener Sportfreunde | 10   | 4 | 0 | 6 | 13:32 | 8:12 |
| 6.     | RSV Hertha 1911 Münsterberg    | 10   | 3 | 0 | 7 | 13:13 | 6:14 |

|  | Geplaatst voor finale                  |
|  | Deelname promotie/degradatie eindronde |

### Westkreis
| Plaats | Club                                    | Wed. | W | G | V | Saldo | Ptn  |
| ------ | --------------------------------------- | ---- | - | - | - | ----- | ---- |
| 1.     | SV Silesia Freiburg                     | 10   | 6 | 1 | 3 | 33:21 | 13:7 |
| 2.     | SV Preußen Schweidnitz                  | 10   | 6 | 1 | 3 | 23:23 | 13:7 |
| 3.     | Waldenburger SV 09                      | 10   | 5 | 2 | 3 | 41:21 | 12:8 |
| 4.     | SV Preußen Waldenburg-Altwasser         | 10   | 6 | 0 | 4 | 35:32 | 12:8 |
| 5.     | Schweidnitzer FV Manfred von Richthofen | 10   | 4 | 0 | 6 | 31:36 | 8:12 |
| 6.     | STC Hirschberg 1919                     | 10   | 1 | 0 | 9 | 19:49 | 2:18 |

|  | Play-off voor finale                   |
|  | Deelname promotie/degradatie eindronde |

Play-off
|               |                     |       |                        |          |
| 14 april 1929 | SV Silesia Freiburg | 3 - 2 | SV Preußen Schweidnitz | Striegau |
| 14 april 1929 |                     |       |                        | Striegau |

### Finale
Heen
|              |                     |       |                  |                       |
| 23 juni 1929 | SV Silesia Freiburg | 3 - 0 | SV Preußen Glatz | Freiburg in Schlesien |
| 23 juni 1929 |                     |       |                  | Freiburg in Schlesien |

Terug
|             |                  |       |                     |       |
| 7 juli 1929 | SV Preußen Glatz | 0 - 1 | SV Silesia Freiburg | Glatz |
| 7 juli 1929 |                  |       |                     | Glatz |

### Degradatie eindronde
|               |                        |       |                |             |
| 14 april 1929 | RSV Hertha Münsterberg | 1 - 3 | STC Hirschberg | Schweidnitz |
| 14 april 1929 |                        |       |                | Schweidnitz |

Om een onbekende reden werd Hertha Münsterberg toch als overwinnaar uitgeroepen. STC Hirschberg moest tegen de kampioen van de 1. Klasse spelen voor het behoud, maar omdat SV Preußen 1912 Bad Warmbrunn hieraan verzaakte bleef Hirschberg in de Bezirksliga.